# سرگاه (سپیدان)
سرگاه یک روستا در ایران است که در دهستان همایجان شهرستان سپیدان واقع شده‌است. سرگاه ۶۹ نفر جمعیت دارد.